# 染料木
染料木（学名：Genista tinctoria）为豆科染料木属下的一个种。